# MBI 10
Le MBI 10 est le principal indice de la Bourse macédonienne. Il regroupe dix entreprises de la Macédoine du Nord choisies par une commission qui révise la liste deux fois par an. 
Le MBI 10 existe depuis le 4 janvier 2005. Il remplace l'indice MBI, qui ne regroupait que cinq entreprises. 

## Composition
Lors de la révision du 15 juin 2012, la composition était la suivante :
| Entreprise             | Secteur                  | Symbole |
| ---------------------- | ------------------------ | ------- |
| Alkaloid               | Industrie pharmaceutique | ALK     |
| ZK Pelagonija          | Agriculture              | ZPKO    |
| Granit                 | Construction             | GRNT    |
| Komercijalna banka     | Banque                   | KMB     |
| Makpetrol              | Pétrochimie              | MPT     |
| TTK Banka              | Banque                   | TTK     |
| Stopanska banka Bitola | Banque                   | SBT     |
| Makstil                | Métallurgie              | STIL    |
| Makedonijaturist       | Hôtellerie               | MTUR    |
| Toplifikacija          | Énergie                  | TPLF    |